# Nicki Nicole

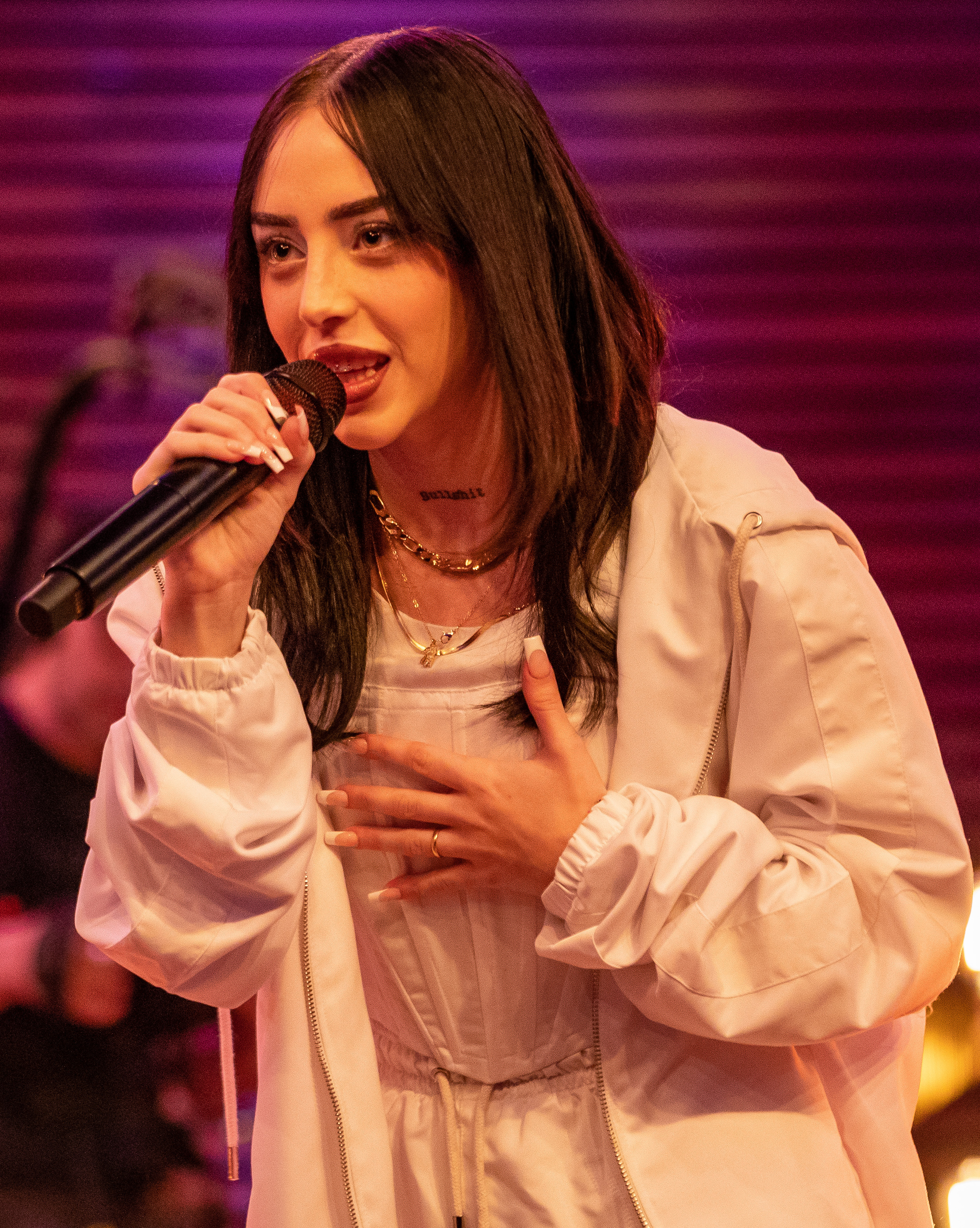
Nicki Nicole (2022)

Nicki Nicole (* 25. August 2000 in Rosario; bürgerlich Nicole Denise Cucco) ist eine argentinische Rapperin und Sängerin, die 2019 mit dem Lied Bzrp Music Sessions, Vol. 13 bekannt wurde.

## Leben
Nicki Nicole wurde 2000 in Rosario geboren. Als Teenagerin trat sie bereits bei Freestyle-Rap-Battles in ihrer Heimatstadt an.
2019 veröffentlichte sie mit Wapo Traketero ihre Debütsingle im Eigenvertrieb online.

## Karriere
2019 entdeckte sie der Produzent Bizarrap, der mit ihr Bzrp Music Sessions, Vol. 13 aufnahm, das ihr zu einem großen Bekanntheitsschub verhalf. Noch im gleichen Jahr erschien mit Recuerdos ihr Debütalbum.
Zusammen mit Rocky RD und Myke Towers erreichte sie 2021 mit dem Lied Ella no es tuya (Remix) Platz eins der spanischen Musikcharts.
Ihr gemeinsam mit Christina Aguilera veröffentlichtes Lied Pa’ mis muchachas wurde 2022 bei den Latin Grammy Awards 2022 in den Kategorien Record of The Year und Song of The Year nominiert.
2021 und 2023 folgten mit Parte de Mí und Alma zwei weitere Studioalben.

## Diskografie

### Alben
| Jahr | Titel Musiklabel             | Höchstplatzierung, Gesamtwochen, AuszeichnungChartplatzierungen (Jahr, Titel, Musiklabel, Platzierungen, Wochen, Auszeichnungen, Anmerkungen) | Höchstplatzierung, Gesamtwochen, AuszeichnungChartplatzierungen (Jahr, Titel, Musiklabel, Platzierungen, Wochen, Auszeichnungen, Anmerkungen) | Anmerkungen                             |
| Jahr | Titel Musiklabel             | Latin | ES | Anmerkungen                             |
| ---- | ---------------------------- | --- | --- | --------------------------------------- |
| 2019 | Recuerdos Dale Play          | — | ES81 (6 Wo.)ES | Erstveröffentlichung: 8. November 2019  |
| 2021 | Parte de Mí Dale Play (Sony) | Latin— GoldLatin | ES12 (39 Wo.)ES | Erstveröffentlichung: 28. Oktober 2021  |
| 2023 | Alma Dale Play (Sony)        | — | ES19 (20 Wo.)ES | Erstveröffentlichung: 18. Mai 2023      |
| 2024 | Naiki Dale Play (Sony)       | — | ES39 (2 Wo.)ES | Erstveröffentlichung: 21. November 2024 |

### Singles
| Jahr | Titel Album                    | Höchstplatzierung, Gesamtwochen, AuszeichnungChartplatzierungen (Jahr, Titel, Album, Platzierungen, Wochen, Auszeichnungen, Anmerkungen) | Höchstplatzierung, Gesamtwochen, AuszeichnungChartplatzierungen (Jahr, Titel, Album, Platzierungen, Wochen, Auszeichnungen, Anmerkungen) | Anmerkungen                                                                    |
| Jahr | Titel Album                    | Latin | ES | Anmerkungen                                                                    |
| --- | ------------------------------ | --- | --- | ------------------------------------------------------------------------------ |
| 2019 | Wapo Traketero Recuerdos       | — | — | Erstveröffentlichung: 26. April 2019                                           |
| 2019 | Bzrp Music Sessions, Vol. 13 – | — | ES— PlatinES | Erstveröffentlichung: 14. August 2019 mit Bizarrap                             |
| 2020 | Colocao Parte de Mí            | Latin— PlatinLatin | ES— PlatinES | Erstveröffentlichung: 13. Mai 2020                                             |
| 2020 | Mala Vida Parte de Mí          | — | ES89 (1 Wo.)ES | Erstveröffentlichung: 9. September 2020                                        |
| 2020 | Plegarias –                    | — | ES— GoldES | Erstveröffentlichung: 12. Oktober 2020 mit Bizarrap                            |
| 2020 | Verte Parte de Mí              | Latin— GoldLatin | — | Erstveröffentlichung: 10. Dezember 2020                                        |
| 2021 | No Toque Mi Naik –             | Latin— GoldLatin | ES52 (2 Wo.)ES | Erstveröffentlichung: 24. März 2021 mit Lunay                                  |
| 2021 | Me Has Dejado Parte de Mí      | — | ES32 Platin · (7 Wo.)ES | Erstveröffentlichung: 6. Juli 2021 mit Delaossa                                |
| 2021 | Yamefui –                      | — | ES19 Platin · (8 Wo.)ES | Erstveröffentlichung: 28. Juli 2021 mit Duki & Bizarrap                        |
| 2021 | Toa la vida Parte de Mí        | Latin— GoldLatin | ES94 Gold · (1 Wo.)ES | Erstveröffentlichung: 31. August 2021 mit Mora                                 |
| 2022 | Entre nosotros (Remix) –       | Latin— GoldLatin | ES10 Platin · (9 Wo.)ES | Erstveröffentlichung: 5. Januar 2022 mit Tiago PZK, Lit Killah & Maria Becerra |
| 2022 | Nota –                         | — | ES66 Platin · (5 Wo.)ES | Erstveröffentlichung: 19. Mai 2022 mit Eladio Carrión                          |
| 2022 | Marisola (Remix) –             | — | ES20 ×2Doppelplatin · (19 Wo.)ES | Erstveröffentlichung: 15. Dezember 2022 mit Cris MJ, Duki & Standly            |
| 2023 | Por las noches (Remix) –       | — | — | Erstveröffentlichung: 27. Februar 2023 mit Peso Pluma                          |
| 2023 | Qué le pasa conmigo? Alma      | Latin— PlatinLatin | ES32 Platin · (4 Wo.)ES | Erstveröffentlichung: 19. April 2023 feat. Rels B                              |
| 2023 | Dispara *** Alma               | Latin— PlatinLatin | ES67 Platin · (6 Wo.)ES | Erstveröffentlichung: 17. Mai 2023 feat. Milo J                                |
| 2023 | 8 AM Alma                      | Latin— ×2DoppelplatinLatin | ES— GoldES | Erstveröffentlichung: 17. Mai 2023 mit Young Miko                              |
| 2023 | Enamórate –                    | — | ES24 Gold · (8 Wo.)ES | Erstveröffentlichung: 14. November 2023 feat. Bad Gyal                         |
| 2024 | Una foto (Remix) –             | — | ES6 ×2Doppelplatin · (24 Wo.)ES | Erstveröffentlichung: 5. Januar 2024 mit Mesita & Tiako Pzk feat. Emilia       |
| 2024 | Perros&Gata$ –                 | — | ES33 (3 Wo.)ES | Erstveröffentlichung: 27. Juni 2024 mit Saiko                                  |
| Folgende Lieder erschienen nicht als Single, wurden aber durch das Album zum Download und Streaming bereitgestellt und konnten somit eine Platzierung erlangen: |                                | | |                                                                                |
| |                                | | |                                                                                |
| 2020 | Mamichula Atrevido             | — | ES1 ×5Fünffachplatin · (29 Wo.)ES | mit Trueno, Bizarrap, Taiu & Tatool                                            |
| 2021 | Sabe Parte de Mí               | Latin— PlatinLatin | ES28 Gold · (12 Wo.)ES | feat. Rauw Alejandro                                                           |

### Gastbeiträge
| Jahr | Titel Album                   | Höchstplatzierung, Gesamtwochen, AuszeichnungChartplatzierungen (Jahr, Titel, Album, Platzierungen, Wochen, Auszeichnungen, Anmerkungen) | Höchstplatzierung, Gesamtwochen, AuszeichnungChartplatzierungen (Jahr, Titel, Album, Platzierungen, Wochen, Auszeichnungen, Anmerkungen) | Anmerkungen                                                                                          |
| Jahr | Titel Album                   | Latin | ES | Anmerkungen                                                                                          |
| --- | ----------------------------- | --- | --- | --- |
| 2021 | Ella no es tuya (Remix) –     | Latin30 ×5Fünffachplatin · (11 Wo.)Latin                                                                                                 | ES1 ×4Vierfachplatin · (30 Wo.)ES | Erstveröffentlichung: 3. Februar 2021 Rocky RD feat. Myke Towers & Nicki Nicole                      |
| 2021 | Pa’ mis muchachas Aguilera    | Latin37 Platin · (1 Wo.)Latin | ES68 (1 Wo.)ES | Erstveröffentlichung: 22. Oktober 2021 Christina Aguilera feat. Becky G, Nicki Nicole & Nathy Peluso |
| 2021 | Otra Noche Cumbia del corazón | Latin41 (9 Wo.)Latin | — | Erstveröffentlichung: 11. November 2021 Los Ángeles Azules feat. Nicki Nicole                        |
| 2021 | Formentera Alpha              | — | ES3 ×7Siebenfachplatin · (78 Wo.)ES | Erstveröffentlichung: 3. Dezember 2021 Aitana feat. Nicki Nicole                                     |
| 2022 | Intoxicao Tú Crees en Mí?     | Latin— GoldLatin | ES— GoldES | Erstveröffentlichung: 30. Mai 2022 Emilia feat. Nicki Nicole                                         |
| 2023 | Paz Reinsertado               | — | ES39 Gold · (3 Wo.)ES | Erstveröffentlichung: 5. Mai 2023 Morad feat. Nicki Nicole                                           |
| 2025 | Blackout Perfectas            | — | ES8 Platin · (… Wo.)ES | Erstveröffentlichung: 25. März 2025 Emilia feat. Tini & Nicki Nicole                                 |
| Folgende Lieder erschienen nicht als Single, wurden aber durch das Album zum Download und Streaming bereitgestellt und konnten somit eine Platzierung erlangen: |                               | | | |
| |                               | | | |
| 2025 | Vulnerable La Madrugá         | — | ES43 (… Wo.)ES | Delaossa feat. Nicki Nicole                                                                          |

## Auszeichnungen für Musikverkäufe
| Goldene Schallplatte - Chile - 2023: für die Single X Eso BB - Mexiko - 2023: für die Single Qué le pasa conmigo? - 2023: für die Single 8 AM - 2023: für die Single Dispara *** - 2024: für das Album Alma - 2025: für die Single Intoxicao - 2025: für die Single Yamefui | Platin-Schallplatte - Mexiko - 2023: für die Single Colocao - 2023: für die Single Otra Noche - 2025: für die Single Plegarias 3× Goldene Schallplatte - Mexiko - 2024: für die Single Wapo Traketero 2× Platin-Schallplatte - Mexiko - 2024: für die Single Por las noches (Remix) 9× Goldene Schallplatte - Mexiko - 2025: für die Single Bzrp Music Sessions, Vol. 13 |

Anmerkung: Auszeichnungen in Ländern aus den Charttabellen bzw. Chartboxen sind in ebendiesen zu finden.
| Land/RegionAuszeichnungen für Musikverkäufe (Land/Region, Auszeichnungen, Verkäufe, Quellen) | Gold       | Platin       | Verkäufe  | Quellen             |
| -------------------------------------------------------------------------------------------- | ---------- | ------------ | --------- | ------------------- |
| Chile (IFPI)                                                                                 | Gold1      | —            | 90.000    | profovi.cl          |
| Mexiko (AMPROFON)                                                                            | 8× Gold8   | 10× Platin10 | 1.320.000 | amprofon.com.mx     |
| Spanien (Promusicae)                                                                         | 7× Gold7   | 29× Platin29 | 2.020.000 | elportaldemusica.es |
| Vereinigte Staaten (RIAA)                                                                    | 6× Gold6   | 12× Platin12 | 900.000   | riaa.com            |
| Insgesamt                                                                                    | 22× Gold22 | 51× Platin51 |           |                     |